# فهرست قنات‌های شهرستان خنج
جدول زیر بر اساس آمار وزارت جهاد کشاورزی تهیه شده‌است. 
فهرست زیر قنات‌های شهرستان خنج در استان فارس را نشان می‌دهد.
| نام قنات | موقعیت                | نزدیک‌ترین روستا | طول قنات (متر) | تعداد میله چاه | عمق مادر چاه | دبی (لیتر بر ثانیه) | سطح زیر کشت (هکتار) |
| -------- | --------------------- | --------------- | -------------- | -------------- | ------------ | ------------------- | ------------------- |
| تنگ نارک | بخش مرکزی شهرستان خنج | تنگ نارک        | ۴۰۰            | ۹۰             | ۱۵           | ۱۰                  | ۱۰                  |
| سفلی     | بخش مرکزی شهرستان خنج | جهره            | ۱۰۰۰           | ۱۰۰            | ۳۰           | ۲۰                  | ۰                   |
| فاریاب   | بخش مرکزی شهرستان خنج | هفتنان          | ۱۰۰۰           | ۲۲             | ۵۰           | ۳۰                  | ۹۰                  |
| قیدویه   | بخش مرکزی شهرستان خنج | قیدویه          | ۲۰۰۰           | ۱۰۰            | ۲۵           | ۱۵                  | ۵۰                  |
| محمدآباد | بخش مرکزی شهرستان خنج | ارد             | ۰              | ۰              | ۵۰           | ۲۵                  | ۰                   |
| هنکویه   | بخش مرکزی شهرستان خنج | هنکویه          | ۱۰۰۰           | ۲۷             | ۱۰           | ۲۲                  | ۳۵                  |
| چهره     | بخش مرکزی شهرستان خنج | سیف‌آباد         | ۰              | ۰              | ۳۰           | ۲۰                  | ۰                   |
| کهنویه   | بخش مرکزی شهرستان خنج | کهنویه          | ۵۰۰            | ۲۰             | ۱۸           | ۱۰                  | ۲۰                  |